# Lista di asteroidi (687001-688000)
Di seguito una lista di asteroidi dal numero 687001  al 688000 con data di scoperta e scopritore.

## 687001–687100
| Nome   | Designazione provvisoria | Data di scoperta  | Scopritore                   |
| ------ | ------------------------ | ----------------- | ---------------------------- |
| 687001 | 2011 GF106               | 5 aprile 2011     | Spacewatch                   |
| 687002 | 2011 GG106               | 13 aprile 2011    | Spacewatch                   |
| 687003 | 2011 GF110               | 1 aprile 2011     | Mount Lemmon Survey          |
| 687004 | 2011 HM6                 | 26 aprile 2011    | E. Schwab                    |
| 687005 | 2011 HA7                 | 24 aprile 2011    | Spacewatch                   |
| 687006 | 2011 HA8                 | 28 aprile 2011    | Mount Lemmon Survey          |
| 687007 | 2011 HS9                 | 6 aprile 2011     | Mount Lemmon Survey          |
| 687008 | 2011 HT9                 | 6 aprile 2011     | Mount Lemmon Survey          |
| 687009 | 2011 HY11                | 22 aprile 2011    | Spacewatch                   |
| 687010 | 2011 HO12                | 10 aprile 2005    | Mount Lemmon Survey          |
| 687011 | 2011 HV15                | 24 aprile 2011    | Mount Lemmon Survey          |
| 687012 | 2011 HL16                | 24 aprile 2011    | Mount Lemmon Survey          |
| 687013 | 2011 HM18                | 26 aprile 2011    | Mount Lemmon Survey          |
| 687014 | 2011 HZ21                | 5 aprile 2003     | Spacewatch                   |
| 687015 | 2011 HU28                | 27 marzo 2011     | Spacewatch                   |
| 687016 | 2011 HK34                | 26 febbraio 2004  | M. W. Buie, D. E. Trilling   |
| 687017 | 2011 HA40                | 11 aprile 2011    | Mount Lemmon Survey          |
| 687018 | 2011 HG41                | 19 novembre 2008  | CSS                          |
| 687019 | 2011 HA43                | 6 aprile 2011     | Mount Lemmon Survey          |
| 687020 | 2011 HD44                | 28 settembre 2008 | Mount Lemmon Survey          |
| 687021 | 2011 HA48                | 11 febbraio 2002  | Spacewatch                   |
| 687022 | 2011 HU51                | 13 luglio 2001    | NEAT                         |
| 687023 | 2011 HX52                | 6 aprile 2011     | Mount Lemmon Survey          |
| 687024 | 2011 HW55                | 27 aprile 2011    | Mount Lemmon Survey          |
| 687025 | 2011 HT61                | 28 aprile 2011    | Pan-STARRS                   |
| 687026 | 2011 HH69                | 23 aprile 2011    | Pan-STARRS                   |
| 687027 | 2011 HD70                | 24 aprile 2011    | Mount Lemmon Survey          |
| 687028 | 2011 HR70                | 13 marzo 2011     | Mount Lemmon Survey          |
| 687029 | 2011 HX73                | 11 dicembre 2009  | Mount Lemmon Survey          |
| 687030 | 2011 HC80                | 30 aprile 2011    | Mount Lemmon Survey          |
| 687031 | 2011 HB82                | 1 marzo 2011      | Mount Lemmon Survey          |
| 687032 | 2011 HM85                | 23 aprile 2011    | Pan-STARRS                   |
| 687033 | 2011 HZ89                | 6 aprile 2011     | Mount Lemmon Survey          |
| 687034 | 2011 HW90                | 2 aprile 2011     | Spacewatch                   |
| 687035 | 2011 HA91                | 3 aprile 2011     | Pan-STARRS                   |
| 687036 | 2011 HN91                | 25 marzo 2011     | Spacewatch                   |
| 687037 | 2011 HW92                | 25 aprile 2011    | Mount Lemmon Survey          |
| 687038 | 2011 HM94                | 14 marzo 2011     | Spacewatch                   |
| 687039 | 2011 HH102               | 30 aprile 2011    | Mount Lemmon Survey          |
| 687040 | 2011 HY103               | 22 aprile 2011    | Spacewatch                   |
| 687041 | 2011 HE104               | 30 aprile 2011    | Mount Lemmon Survey          |
| 687042 | 2011 HH106               | 24 aprile 2011    | Spacewatch                   |
| 687043 | 2011 HL107               | 7 novembre 2012   | Mount Lemmon Survey          |
| 687044 | 2011 HH108               | 10 ottobre 2015   | Pan-STARRS                   |
| 687045 | 2011 HR108               | 26 settembre 2017 | Pan-STARRS                   |
| 687046 | 2011 HD109               | 21 marzo 2015     | Mount Lemmon Survey          |
| 687047 | 2011 HM110               | 28 aprile 2011    | CSS                          |
| 687048 | 2011 HY111               | 27 aprile 2011    | Spacewatch                   |
| 687049 | 2011 HU113               | 13 marzo 2011     | Mount Lemmon Survey          |
| 687050 | 2011 JE2                 | 1 maggio 2011     | W. Bickel                    |
| 687051 | 2011 JP6                 | 3 maggio 2011     | Spacewatch                   |
| 687052 | 2011 JV8                 | 1 maggio 2011     | Pan-STARRS                   |
| 687053 | 2011 JP13                | 30 aprile 2011    | Pan-STARRS                   |
| 687054 | 2011 JS16                | 26 marzo 2011     | Spacewatch                   |
| 687055 | 2011 JM20                | 6 settembre 2008  | Mount Lemmon Survey          |
| 687056 | 2011 JT23                | 1 maggio 2011     | Pan-STARRS                   |
| 687057 | 2011 JV33                | 8 maggio 2011     | Mount Lemmon Survey          |
| 687058 | 2011 JZ33                | 13 dicembre 2013  | Mount Lemmon Survey          |
| 687059 | 2011 JB34                | 14 dicembre 2013  | Mount Lemmon Survey          |
| 687060 | 2011 JA36                | 8 ottobre 2015    | Pan-STARRS                   |
| 687061 | 2011 JH37                | 6 maggio 2011     | Mount Lemmon Survey          |
| 687062 | 2011 JM37                | 1 maggio 2011     | Pan-STARRS                   |
| 687063 | 2011 KP                  | 21 maggio 2011    | Mount Lemmon Survey          |
| 687064 | 2011 KH1                 | 26 aprile 2011    | Spacewatch                   |
| 687065 | 2011 KR1                 | 6 luglio 2003     | Spacewatch                   |
| 687066 | 2011 KN4                 | 8 ottobre 2004    | NEAT                         |
| 687067 | 2011 KN7                 | 21 maggio 2011    | Mount Lemmon Survey          |
| 687068 | 2011 KZ13                | 7 settembre 2004  | LINEAR                       |
| 687069 | 2011 KP30                | 23 maggio 2011    | Mount Lemmon Survey          |
| 687070 | 2011 KN33                | 9 aprile 2002     | NEAT                         |
| 687071 | 2011 KT36                | 12 maggio 2011    | Mount Lemmon Survey          |
| 687072 | 2011 KS38                | 15 settembre 2003 | NEAT                         |
| 687073 | 2011 KG40                | 24 maggio 2011    | Pan-STARRS                   |
| 687074 | 2011 KE41                | 23 settembre 2008 | Spacewatch                   |
| 687075 | 2011 KH44                | 5 aprile 2011     | Mount Lemmon Survey          |
| 687076 | 2011 KO50                | 24 luglio 2003    | NEAT                         |
| 687077 | 2011 KU50                | 22 maggio 2011    | Mount Lemmon Survey          |
| 687078 | 2011 KV50                | 27 novembre 2013  | Pan-STARRS                   |
| 687079 | 2011 KE51                | 10 aprile 2015    | Mount Lemmon Survey          |
| 687080 | 2011 KF51                | 21 maggio 2011    | Mount Lemmon Survey          |
| 687081 | 2011 KS51                | 4 luglio 2016     | Pan-STARRS                   |
| 687082 | 2011 KN52                | 25 maggio 2011    | Spacewatch                   |
| 687083 | 2011 KT54                | 27 febbraio 2014  | Spacewatch                   |
| 687084 | 2011 KJ56                | 22 maggio 2011    | Mount Lemmon Survey          |
| 687085 | 2011 KC57                | 24 maggio 2011    | Mount Lemmon Survey          |
| 687086 | 2011 KD59                | 26 maggio 2011    | Mount Lemmon Survey          |
| 687087 | 2011 KH59                | 28 maggio 2011    | Spacewatch                   |
| 687088 | 2011 LZ1                 | 3 giugno 2011     | Mount Lemmon Survey          |
| 687089 | 2011 LT3                 | 4 giugno 2011     | Mount Lemmon Survey          |
| 687090 | 2011 LW9                 | 2 ottobre 2008    | Spacewatch                   |
| 687091 | 2011 LH10                | 4 giugno 2011     | Mount Lemmon Survey          |
| 687092 | 2011 LY12                | 7 giugno 2011     | Pan-STARRS                   |
| 687093 | 2011 LK15                | 29 ottobre 2008   | Spacewatch                   |
| 687094 | 2011 LA16                | 8 giugno 2011     | Mount Lemmon Survey          |
| 687095 | 2011 LH18                | 22 luglio 2007    | LUSS                         |
| 687096 | 2011 LU23                | 14 maggio 2011    | Mount Lemmon Survey          |
| 687097 | 2011 LB24                | 2 febbraio 2006   | Spacewatch                   |
| 687098 | 2011 LO24                | 6 giugno 2011     | Pan-STARRS                   |
| 687099 | 2011 LD26                | 10 ottobre 2004   | Spacewatch                   |
| 687100 | 2011 LF30                | 21 ottobre 2012   | M. Schwartz, P. R. Holvorcem |

## 687101–687200
| Nome   | Designazione provvisoria | Data di scoperta  | Scopritore                          |
| ------ | ------------------------ | ----------------- | ----------------------------------- |
| 687101 | 2011 LP30                | 4 dicembre 2012   | Mount Lemmon Survey                 |
| 687102 | 2011 LX31                | 3 giugno 2011     | Mount Lemmon Survey                 |
| 687103 | 2011 LH34                | 4 giugno 2011     | Mount Lemmon Survey                 |
| 687104 | 2011 MA8                 | 24 giugno 2011    | Spacewatch                          |
| 687105 | 2011 MG10                | 30 giugno 2011    | Pan-STARRS                          |
| 687106 | 2011 NJ6                 | 2 luglio 2011     | Spacewatch                          |
| 687107 | 2011 NU6                 | 1 luglio 2011     | Spacewatch                          |
| 687108 | 2011 ON1                 | 3 ottobre 2002    | NEAT                                |
| 687109 | 2011 OF6                 | 25 luglio 2011    | Pan-STARRS                          |
| 687110 | 2011 OJ17                | 29 luglio 2011    | Pan-STARRS                          |
| 687111 | 2011 ON18                | 26 luglio 2011    | Pan-STARRS                          |
| 687112 | 2011 OP19                | 26 giugno 2011    | Mount Lemmon Survey                 |
| 687113 | 2011 OR22                | 26 luglio 2011    | Pan-STARRS                          |
| 687114 | 2011 OQ24                | 21 luglio 2011    | R. Holmes                           |
| 687115 | 2011 OR27                | 22 giugno 2011    | Mount Lemmon Survey                 |
| 687116 | 2011 OW28                | 28 luglio 2011    | Pan-STARRS                          |
| 687117 | 2011 OR29                | 26 luglio 2011    | Pan-STARRS                          |
| 687118 | 2011 OY31                | 26 marzo 2014     | Mount Lemmon Survey                 |
| 687119 | 2011 OF33                | 10 ottobre 2008   | Mount Lemmon Survey                 |
| 687120 | 2011 OT33                | 22 giugno 2011    | Mount Lemmon Survey                 |
| 687121 | 2011 OU36                | 30 marzo 2015     | Pan-STARRS                          |
| 687122 | 2011 OM38                | 28 luglio 2011    | Pan-STARRS                          |
| 687123 | 2011 OF41                | 1 febbraio 2009   | Mount Lemmon Survey                 |
| 687124 | 2011 OO42                | 24 agosto 2008    | Spacewatch                          |
| 687125 | 2011 OK50                | 9 settembre 2007  | Mount Lemmon Survey                 |
| 687126 | 2011 OW55                | 22 settembre 2008 | Spacewatch                          |
| 687127 | 2011 OW57                | 31 luglio 2011    | Pan-STARRS                          |
| 687128 | 2011 OU61                | 24 aprile 2014    | Pan-STARRS                          |
| 687129 | 2011 OE63                | 11 gennaio 2014   | Mount Lemmon Survey                 |
| 687130 | 2011 OC66                | 10 ottobre 2012   | Pan-STARRS                          |
| 687131 | 2011 OC68                | 28 luglio 2011    | Pan-STARRS                          |
| 687132 | 2011 OQ68                | 21 maggio 2015    | Pan-STARRS                          |
| 687133 | 2011 OY68                | 4 dicembre 2012   | Spacewatch                          |
| 687134 | 2011 OH69                | 28 marzo 2015     | Pan-STARRS                          |
| 687135 | 2011 OW69                | 28 luglio 2011    | Pan-STARRS                          |
| 687136 | 2011 OM74                | 25 luglio 2011    | Pan-STARRS                          |
| 687137 | 2011 OV75                | 27 luglio 2011    | Pan-STARRS                          |
| 687138 | 2011 PV4                 | 2 agosto 2011     | Osservatorio astronomico di Maiorca |
| 687139 | 2011 PH17                | 22 dicembre 2012  | Pan-STARRS                          |
| 687140 | 2011 PS19                | 4 maggio 2016     | Pan-STARRS                          |
| 687141 | 2011 PB20                | 18 gennaio 2018   | Pan-STARRS                          |
| 687142 | 2011 PL21                | 22 ottobre 2011   | Mount Lemmon Survey                 |
| 687143 | 2011 PU22                | 10 agosto 2011    | Pan-STARRS                          |
| 687144 | 2011 PB23                | 30 settembre 2016 | Pan-STARRS                          |
| 687145 | 2011 QT1                 | 15 novembre 2007  | Mount Lemmon Survey                 |
| 687146 | 2011 QS3                 | 18 agosto 2011    | Pan-STARRS                          |
| 687147 | 2011 QL7                 | 28 luglio 2011    | Pan-STARRS                          |
| 687148 | 2011 QD8                 | 22 agosto 2011    | Pan-STARRS                          |
| 687149 | 2011 QS25                | 29 aprile 2006    | Spacewatch                          |
| 687150 | 2011 QF33                | 23 agosto 2011    | Pan-STARRS                          |
| 687151 | 2011 QY33                | 24 novembre 2008  | Spacewatch                          |
| 687152 | 2011 QU38                | 12 marzo 2002     | NEAT                                |
| 687153 | 2011 QP41                | 7 maggio 2011     | Mount Lemmon Survey                 |
| 687154 | 2011 QT47                | 17 novembre 2014  | Pan-STARRS                          |
| 687155 | 2011 QW48                | 24 agosto 2011    | Pan-STARRS                          |
| 687156 | 2011 QO50                | 24 agosto 2011    | Pan-STARRS                          |
| 687157 | 2011 QT52                | 29 agosto 2011    | SSS                                 |
| 687158 | 2011 QU57                | 30 agosto 2011    | Pan-STARRS                          |
| 687159 | 2011 QQ61                | 31 agosto 2011    | Pan-STARRS                          |
| 687160 | 2011 QS67                | 8 giugno 2011     | Pan-STARRS                          |
| 687161 | 2011 QF71                | 27 agosto 2011    | Pan-STARRS                          |
| 687162 | 2011 QK75                | 21 agosto 2011    | Pan-STARRS                          |
| 687163 | 2011 QF79                | 28 settembre 2008 | Mount Lemmon Survey                 |
| 687164 | 2011 QR81                | 24 agosto 2011    | Pan-STARRS                          |
| 687165 | 2011 QD83                | 17 gennaio 2009   | Spacewatch                          |
| 687166 | 2011 QN83                | 20 gennaio 2009   | Spacewatch                          |
| 687167 | 2011 QZ94                | 31 agosto 2011    | Pan-STARRS                          |
| 687168 | 2011 QV95                | 31 luglio 2011    | L. Elenin                           |
| 687169 | 2011 QO97                | 31 agosto 2011    | Pan-STARRS                          |
| 687170 | 2011 QF99                | 29 agosto 2011    | Mauna Kea                           |
| 687171 | 2011 QU99                | 27 agosto 2011    | Pan-STARRS                          |
| 687172 | 2011 QC100               | 27 agosto 2011    | Pan-STARRS                          |
| 687173 | 2011 QZ101               | 4 aprile 2014     | Mount Lemmon Survey                 |
| 687174 | 2011 QB102               | 30 agosto 2011    | Pan-STARRS                          |
| 687175 | 2011 QJ102               | 28 marzo 2015     | Pan-STARRS                          |
| 687176 | 2011 QQ102               | 26 agosto 2011    | K. Sárneczky                        |
| 687177 | 2011 QB103               | 29 agosto 2016    | Mount Lemmon Survey                 |
| 687178 | 2011 QK106               | 25 settembre 2016 | Pan-STARRS                          |
| 687179 | 2011 QD110               | 24 agosto 2011    | Pan-STARRS                          |
| 687180 | 2011 QJ110               | 27 agosto 2011    | T. V. Kryachko, B. Satovski         |
| 687181 | 2011 QL110               | 27 agosto 2011    | Pan-STARRS                          |
| 687182 | 2011 QZ110               | 31 agosto 2011    | Pan-STARRS                          |
| 687183 | 2011 QX114               | 31 agosto 2011    | Pan-STARRS                          |
| 687184 | 2011 QL116               | 24 agosto 2011    | Pan-STARRS                          |
| 687185 | 2011 QP116               | 30 agosto 2011    | Spacewatch                          |
| 687186 | 2011 RS5                 | 5 settembre 2011  | Pan-STARRS                          |
| 687187 | 2011 RX6                 | 31 agosto 2011    | Pan-STARRS                          |
| 687188 | 2011 RG9                 | 6 settembre 2011  | Pan-STARRS                          |
| 687189 | 2011 RR13                | 2 marzo 2006      | Spacewatch                          |
| 687190 | 2011 RG15                | 6 dicembre 2007   | Mount Lemmon Survey                 |
| 687191 | 2011 RW17                | 4 settembre 2011  | Pan-STARRS                          |
| 687192 | 2011 RA21                | 2 settembre 2011  | Pan-STARRS                          |
| 687193 | 2011 RF21                | 4 settembre 2011  | Pan-STARRS                          |
| 687194 | 2011 RZ22                | 20 gennaio 2013   | Spacewatch                          |
| 687195 | 2011 RD25                | 3 gennaio 2013    | Mount Lemmon Survey                 |
| 687196 | 2011 RF26                | 2 settembre 2011  | Pan-STARRS                          |
| 687197 | 2011 RX27                | 8 settembre 2011  | Spacewatch                          |
| 687198 | 2011 RY27                | 4 settembre 2011  | Pan-STARRS                          |
| 687199 | 2011 RW29                | 4 settembre 2011  | Pan-STARRS                          |
| 687200 | 2011 RN30                | 7 settembre 2011  | Spacewatch                          |

## 687201–687300
| Nome   | Designazione provvisoria | Data di scoperta  | Scopritore                  |
| ------ | ------------------------ | ----------------- | --------------------------- |
| 687201 | 2011 RF32                | 4 settembre 2011  | Pan-STARRS                  |
| 687202 | 2011 RF33                | 4 settembre 2011  | Pan-STARRS                  |
| 687203 | 2011 RM35                | 2 settembre 2011  | Pan-STARRS                  |
| 687204 | 2011 RX35                | 4 settembre 2011  | Pan-STARRS                  |
| 687205 | 2011 RV36                | 2 settembre 2011  | Pan-STARRS                  |
| 687206 | 2011 RN41                | 4 settembre 2011  | Pan-STARRS                  |
| 687207 | 2011 RK42                | 2 settembre 2011  | Pan-STARRS                  |
| 687208 | 2011 SV1                 | 20 agosto 2011    | Pan-STARRS                  |
| 687209 | 2011 SL2                 | 2 settembre 2011  | Pan-STARRS                  |
| 687210 | 2011 SW9                 | 3 marzo 2009      | Spacewatch                  |
| 687211 | 2011 SW12                | 19 settembre 2011 | Mount Lemmon Survey         |
| 687212 | 2011 SH20                | 20 settembre 2011 | Pan-STARRS                  |
| 687213 | 2011 SU20                | 4 novembre 2002   | NEAT                        |
| 687214 | 2011 SD23                | 18 settembre 2011 | Mount Lemmon Survey         |
| 687215 | 2011 SO30                | 20 settembre 2011 | T. V. Kryachko, B. Satovski |
| 687216 | 2011 SU34                | 26 agosto 2011    | Pan-STARRS                  |
| 687217 | 2011 SW35                | 20 settembre 2011 | Spacewatch                  |
| 687218 | 2011 SX38                | 21 settembre 2011 | Spacewatch                  |
| 687219 | 2011 SE52                | 18 settembre 2011 | Mount Lemmon Survey         |
| 687220 | 2011 SN55                | 23 settembre 2011 | Pan-STARRS                  |
| 687221 | 2011 SG57                | 23 settembre 2011 | Pan-STARRS                  |
| 687222 | 2011 SW58                | 31 ottobre 2007   | Mount Lemmon Survey         |
| 687223 | 2011 SC59                | 18 settembre 2011 | Mount Lemmon Survey         |
| 687224 | 2011 SP59                | 18 settembre 2011 | Mount Lemmon Survey         |
| 687225 | 2011 SP60                | 19 settembre 2011 | Pan-STARRS                  |
| 687226 | 2011 SH61                | 29 agosto 2011    | Pan-STARRS                  |
| 687227 | 2011 SH62                | 21 settembre 2011 | Pan-STARRS                  |
| 687228 | 2011 SX63                | 19 settembre 2011 | Pan-STARRS                  |
| 687229 | 2011 SO64                | 23 settembre 2011 | Pan-STARRS                  |
| 687230 | 2011 SV72                | 19 febbraio 2009  | Spacewatch                  |
| 687231 | 2011 SV73                | 3 novembre 2007   | Spacewatch                  |
| 687232 | 2011 SG74                | 19 settembre 2011 | Pan-STARRS                  |
| 687233 | 2011 SY78                | 20 settembre 2011 | Mount Lemmon Survey         |
| 687234 | 2011 SJ90                | 22 settembre 2011 | Spacewatch                  |
| 687235 | 2011 SJ92                | 21 dicembre 2006  | CSS                         |
| 687236 | 2011 SD93                | 5 dicembre 2007   | Spacewatch                  |
| 687237 | 2011 SW93                | 11 settembre 2004 | Spacewatch                  |
| 687238 | 2011 SF95                | 29 gennaio 2009   | Mount Lemmon Survey         |
| 687239 | 2011 SH95                | 4 settembre 2011  | Pan-STARRS                  |
| 687240 | 2011 SE101               | 24 settembre 2011 | Mount Lemmon Survey         |
| 687241 | 2011 SR101               | 24 settembre 2011 | Mount Lemmon Survey         |
| 687242 | 2011 SW113               | 31 agosto 2011    | SSS                         |
| 687243 | 2011 SQ117               | 9 marzo 2002      | Spacewatch                  |
| 687244 | 2011 SJ118               | 9 agosto 2004     | SSS                         |
| 687245 | 2011 SX119               | 8 settembre 2011  | Spacewatch                  |
| 687246 | 2011 SJ122               | 24 ottobre 2003   | Spacewatch                  |
| 687247 | 2011 SQ124               | 23 settembre 2011 | Pan-STARRS                  |
| 687248 | 2011 SP128               | 29 agosto 2006    | Spacewatch                  |
| 687249 | 2011 SD129               | 20 settembre 2011 | Spacewatch                  |
| 687250 | 2011 SG137               | 20 aprile 2007    | Spacewatch                  |
| 687251 | 2011 SQ137               | 4 settembre 2011  | Pan-STARRS                  |
| 687252 | 2011 SZ138               | 30 settembre 2006 | Mount Lemmon Survey         |
| 687253 | 2011 SS141               | 26 marzo 2009     | Spacewatch                  |
| 687254 | 2011 SJ143               | 10 ottobre 2004   | Spacewatch                  |
| 687255 | 2011 SD144               | 26 settembre 2011 | Pan-STARRS                  |
| 687256 | 2011 SG146               | 26 settembre 2011 | Spacewatch                  |
| 687257 | 2011 SE148               | 28 agosto 2006    | Spacewatch                  |
| 687258 | 2011 SS153               | 26 settembre 2006 | Spacewatch                  |
| 687259 | 2011 SF154               | 26 settembre 2011 | Pan-STARRS                  |
| 687260 | 2011 SJ155               | 26 settembre 2011 | Pan-STARRS                  |
| 687261 | 2011 ST155               | 11 ottobre 2007   | Spacewatch                  |
| 687262 | 2011 SX155               | 26 settembre 2011 | Pan-STARRS                  |
| 687263 | 2011 SF157               | 8 settembre 2011  | Spacewatch                  |
| 687264 | 2011 SX157               | 27 settembre 2011 | L. Bernasconi               |
| 687265 | 2011 SU161               | 16 settembre 2006 | Spacewatch                  |
| 687266 | 2011 SO163               | 23 settembre 2011 | Spacewatch                  |
| 687267 | 2011 ST163               | 23 settembre 2011 | Spacewatch                  |
| 687268 | 2011 SU166               | 26 settembre 2011 | A. Knöfel                   |
| 687269 | 2011 SZ181               | 17 novembre 1998  | Spacewatch                  |
| 687270 | 2011 SQ188               | 20 novembre 2008  | Mount Lemmon Survey         |
| 687271 | 2011 ST188               | 22 dicembre 2003  | Spacewatch                  |
| 687272 | 2011 SL193               | 21 dicembre 2008  | Spacewatch                  |
| 687273 | 2011 SQ198               | 4 febbraio 2009   | Mount Lemmon Survey         |
| 687274 | 2011 SV198               | 23 agosto 2011    | R. Holmes                   |
| 687275 | 2011 SJ200               | 23 agosto 2011    | Pan-STARRS                  |
| 687276 | 2011 SD205               | 20 settembre 2011 | Spacewatch                  |
| 687277 | 2011 SH207               | 23 ottobre 2003   | Spacewatch                  |
| 687278 | 2011 SR211               | 9 febbraio 2005   | Mount Lemmon Survey         |
| 687279 | 2011 SW220               | 16 ottobre 2007   | Mount Lemmon Survey         |
| 687280 | 2011 SW221               | 26 settembre 2011 | Pan-STARRS                  |
| 687281 | 2011 SL224               | 28 settembre 2011 | Mount Lemmon Survey         |
| 687282 | 2011 SM224               | 28 settembre 2011 | Mount Lemmon Survey         |
| 687283 | 2011 SU224               | 10 agosto 2011    | Pan-STARRS                  |
| 687284 | 2011 SZ229               | 4 settembre 2011  | Pan-STARRS                  |
| 687285 | 2011 SO233               | 18 febbraio 2004  | Spacewatch                  |
| 687286 | 2011 SK234               | 4 settembre 2011  | Pan-STARRS                  |
| 687287 | 2011 SJ241               | 26 settembre 2011 | Mount Lemmon Survey         |
| 687288 | 2011 SR243               | 1 marzo 2009      | Spacewatch                  |
| 687289 | 2011 SW244               | 27 settembre 2011 | ESA OGS                     |
| 687290 | 2011 SJ256               | 20 settembre 2011 | Spacewatch                  |
| 687291 | 2011 SL258               | 23 settembre 2011 | Spacewatch                  |
| 687292 | 2011 SO263               | 19 agosto 2001    | Cerro Tololo Obs.           |
| 687293 | 2011 SF269               | 16 novembre 2006  | Mount Lemmon Survey         |
| 687294 | 2011 SM270               | 7 settembre 2011  | Spacewatch                  |
| 687295 | 2011 SQ273               | 16 novembre 2011  | Mount Lemmon Survey         |
| 687296 | 2011 SC278               | 14 settembre 2006 | D. Tibbets                  |
| 687297 | 2011 SJ279               | 23 settembre 2011 | Mount Lemmon Survey         |
| 687298 | 2011 SN279               | 23 settembre 2011 | Pan-STARRS                  |
| 687299 | 2011 SB282               | 19 settembre 2011 | Pan-STARRS                  |
| 687300 | 2011 SW283               | 23 dicembre 2012  | Pan-STARRS                  |

## 687301–687400
| Nome   | Designazione provvisoria | Data di scoperta  | Scopritore                          |
| ------ | ------------------------ | ----------------- | ----------------------------------- |
| 687301 | 2011 SF285               | 5 maggio 2010     | Osservatorio Jarnac                 |
| 687302 | 2011 SK285               | 22 dicembre 2012  | Pan-STARRS                          |
| 687303 | 2011 SX285               | 21 settembre 2011 | Pan-STARRS                          |
| 687304 | 2011 SF287               | 24 settembre 2011 | Pan-STARRS                          |
| 687305 | 2011 ST288               | 29 settembre 2011 | Spacewatch                          |
| 687306 | 2011 SM290               | 24 settembre 2011 | Pan-STARRS                          |
| 687307 | 2011 SN290               | 11 dicembre 2001  | LINEAR                              |
| 687308 | 2011 SH295               | 14 luglio 2016    | Pan-STARRS                          |
| 687309 | 2011 SN295               | 20 settembre 2011 | Pan-STARRS                          |
| 687310 | 2011 SP295               | 23 settembre 2011 | Pan-STARRS                          |
| 687311 | 2011 SB296               | 10 gennaio 2013   | Pan-STARRS                          |
| 687312 | 2011 SD299               | 13 marzo 2013     | Mount Lemmon Survey                 |
| 687313 | 2011 ST299               | 31 ottobre 2008   | Spacewatch                          |
| 687314 | 2011 SX302               | 23 dicembre 2017  | Pan-STARRS                          |
| 687315 | 2011 SK303               | 26 settembre 2011 | Pan-STARRS                          |
| 687316 | 2011 SW305               | 21 dicembre 2012  | Mount Lemmon Survey                 |
| 687317 | 2011 SC308               | 23 settembre 2011 | Mount Lemmon Survey                 |
| 687318 | 2011 SQ308               | 26 settembre 2011 | Pan-STARRS                          |
| 687319 | 2011 ST308               | 21 settembre 2011 | Pan-STARRS                          |
| 687320 | 2011 SM309               | 23 settembre 2011 | Pan-STARRS                          |
| 687321 | 2011 SN309               | 24 settembre 2011 | Mount Lemmon Survey                 |
| 687322 | 2011 SK310               | 18 settembre 2011 | Mount Lemmon Survey                 |
| 687323 | 2011 SS310               | 30 settembre 2011 | Mount Lemmon Survey                 |
| 687324 | 2011 SC313               | 19 settembre 2011 | Pan-STARRS                          |
| 687325 | 2011 SP313               | 23 settembre 2011 | Pan-STARRS                          |
| 687326 | 2011 SS313               | 25 settembre 2011 | Pan-STARRS                          |
| 687327 | 2011 SV313               | 20 settembre 2011 | Pan-STARRS                          |
| 687328 | 2011 SC314               | 26 settembre 2011 | Pan-STARRS                          |
| 687329 | 2011 SK314               | 22 settembre 2011 | Spacewatch                          |
| 687330 | 2011 SN314               | 26 settembre 2011 | Pan-STARRS                          |
| 687331 | 2011 SY314               | 26 settembre 2011 | Pan-STARRS                          |
| 687332 | 2011 SC315               | 18 settembre 2011 | Mount Lemmon Survey                 |
| 687333 | 2011 SB317               | 23 settembre 2011 | Spacewatch                          |
| 687334 | 2011 SL318               | 20 settembre 2011 | Pan-STARRS                          |
| 687335 | 2011 SM319               | 28 settembre 2011 | Spacewatch                          |
| 687336 | 2011 SL327               | 18 settembre 2011 | Mount Lemmon Survey                 |
| 687337 | 2011 SU327               | 23 settembre 2011 | Pan-STARRS                          |
| 687338 | 2011 SJ329               | 26 settembre 2011 | Spacewatch                          |
| 687339 | 2011 SV329               | 24 settembre 2011 | Pan-STARRS                          |
| 687340 | 2011 SA330               | 23 settembre 2011 | Pan-STARRS                          |
| 687341 | 2011 SH330               | 26 settembre 2011 | Mount Lemmon Survey                 |
| 687342 | 2011 SQ331               | 27 settembre 2011 | Mount Lemmon Survey                 |
| 687343 | 2011 SY331               | 23 settembre 2011 | Mount Lemmon Survey                 |
| 687344 | 2011 SP332               | 21 settembre 2011 | Mount Lemmon Survey                 |
| 687345 | 2011 SX333               | 23 settembre 2011 | Pan-STARRS                          |
| 687346 | 2011 SC334               | 26 settembre 2011 | Mount Lemmon Survey                 |
| 687347 | 2011 SS335               | 24 settembre 2011 | Pan-STARRS                          |
| 687348 | 2011 ST336               | 26 settembre 2011 | Pan-STARRS                          |
| 687349 | 2011 SU336               | 19 settembre 2011 | Pan-STARRS                          |
| 687350 | 2011 SY336               | 26 settembre 2011 | Mount Lemmon Survey                 |
| 687351 | 2011 SH337               | 24 settembre 2011 | Pan-STARRS                          |
| 687352 | 2011 ST337               | 19 settembre 2011 | Pan-STARRS                          |
| 687353 | 2011 SS338               | 26 settembre 2011 | Mount Lemmon Survey                 |
| 687354 | 2011 SE339               | 20 settembre 2011 | Pan-STARRS                          |
| 687355 | 2011 SU341               | 23 settembre 2011 | Pan-STARRS                          |
| 687356 | 2011 SW341               | 18 settembre 2011 | Mount Lemmon Survey                 |
| 687357 | 2011 SP342               | 23 settembre 2011 | Spacewatch                          |
| 687358 | 2011 SY342               | 26 settembre 2011 | Mount Lemmon Survey                 |
| 687359 | 2011 ST344               | 24 settembre 2011 | Pan-STARRS                          |
| 687360 | 2011 SO348               | 27 settembre 2011 | Mount Lemmon Survey                 |
| 687361 | 2011 SE353               | 20 settembre 2011 | Mount Lemmon Survey                 |
| 687362 | 2011 SL353               | 26 settembre 2011 | Mount Lemmon Survey                 |
| 687363 | 2011 SX357               | 27 settembre 2011 | Mount Lemmon Survey                 |
| 687364 | 2011 SM358               | 23 settembre 2011 | Spacewatch                          |
| 687365 | 2011 TC1                 | 10 novembre 2004  | Spacewatch                          |
| 687366 | 2011 TQ6                 | 2 novembre 2007   | Spacewatch                          |
| 687367 | 2011 TV7                 | 3 ottobre 2011    | W. Bickel                           |
| 687368 | 2011 TP8                 | 5 ottobre 2011    | Pan-STARRS                          |
| 687369 | 2011 TV10                | 7 settembre 2011  | Spacewatch                          |
| 687370 | 2011 TX11                | 16 agosto 2006    | NEAT                                |
| 687371 | 2011 TD18                | 4 ottobre 2011    | Osservatorio astronomico di Maiorca |
| 687372 | 2011 TC21                | 1 ottobre 2011    | Spacewatch                          |
| 687373 | 2011 TH21                | 1 ottobre 2011    | Mount Lemmon Survey                 |
| 687374 | 2011 TE22                | 1 ottobre 2011    | Mount Lemmon Survey                 |
| 687375 | 2011 TB23                | 1 ottobre 2011    | Spacewatch                          |
| 687376 | 2011 UC5                 | 18 ottobre 2011   | Mount Lemmon Survey                 |
| 687377 | 2011 US11                | 21 settembre 2011 | Pan-STARRS                          |
| 687378 | 2011 UN12                | 16 ottobre 2011   | Spacewatch                          |
| 687379 | 2011 UX15                | 19 dicembre 2007  | W. Bickel                           |
| 687380 | 2011 UH19                | 19 ottobre 2011   | Mount Lemmon Survey                 |
| 687381 | 2011 UJ19                | 15 gennaio 2009   | Spacewatch                          |
| 687382 | 2011 UN22                | 23 settembre 2011 | Spacewatch                          |
| 687383 | 2011 UK23                | 30 novembre 2005  | Spacewatch                          |
| 687384 | 2011 UC25                | 21 settembre 2011 | Mount Lemmon Survey                 |
| 687385 | 2011 UD25                | 27 settembre 2006 | Mount Lemmon Survey                 |
| 687386 | 2011 UR33                | 1 ottobre 2011    | Spacewatch                          |
| 687387 | 2011 UG35                | 19 ottobre 2011   | Mount Lemmon Survey                 |
| 687388 | 2011 UF36                | 23 settembre 2011 | Mount Lemmon Survey                 |
| 687389 | 2011 UH36                | 19 ottobre 2011   | Mount Lemmon Survey                 |
| 687390 | 2011 UL36                | 19 ottobre 2011   | Mount Lemmon Survey                 |
| 687391 | 2011 UV38                | 20 ottobre 2011   | Mount Lemmon Survey                 |
| 687392 | 2011 UW41                | 22 settembre 2011 | Spacewatch                          |
| 687393 | 2011 UC48                | 18 ottobre 2011   | Spacewatch                          |
| 687394 | 2011 UM56                | 18 ottobre 2011   | Mount Lemmon Survey                 |
| 687395 | 2011 UP58                | 19 ottobre 2011   | Mount Lemmon Survey                 |
| 687396 | 2011 UF61                | 18 ottobre 2011   | Mount Lemmon Survey                 |
| 687397 | 2011 UG74                | 19 ottobre 2011   | Spacewatch                          |
| 687398 | 2011 UQ77                | 19 ottobre 2011   | Spacewatch                          |
| 687399 | 2011 UX80                | 19 ottobre 2011   | Spacewatch                          |
| 687400 | 2011 UJ84                | 10 aprile 2003    | Spacewatch                          |

## 687401–687500
| Nome   | Designazione provvisoria | Data di scoperta  | Scopritore          |
| ------ | ------------------------ | ----------------- | ------------------- |
| 687401 | 2011 UG87                | 20 settembre 2011 | Mount Lemmon Survey |
| 687402 | 2011 UC94                | 18 ottobre 2011   | Mount Lemmon Survey |
| 687403 | 2011 UA99                | 4 marzo 2005      | Mount Lemmon Survey |
| 687404 | 2011 UH100               | 20 ottobre 2011   | Mount Lemmon Survey |
| 687405 | 2011 UC104               | 23 settembre 2011 | Spacewatch          |
| 687406 | 2011 UA106               | 15 dicembre 2004  | Spacewatch          |
| 687407 | 2011 UQ122               | 19 ottobre 2011   | Mount Lemmon Survey |
| 687408 | 2011 UC124               | 23 settembre 2011 | Pan-STARRS          |
| 687409 | 2011 UZ125               | 20 ottobre 2011   | Spacewatch          |
| 687410 | 2011 UC130               | 19 settembre 2006 | Spacewatch          |
| 687411 | 2011 UD134               | 24 settembre 2011 | Pan-STARRS          |
| 687412 | 2011 UR138               | 16 agosto 2002    | NEAT                |
| 687413 | 2011 UX139               | 23 ottobre 2011   | Spacewatch          |
| 687414 | 2011 UT144               | 26 marzo 2004     | Spacewatch          |
| 687415 | 2011 UL148               | 22 ottobre 2011   | Spacewatch          |
| 687416 | 2011 UM150               | 3 ottobre 2011    | Mount Lemmon Survey |
| 687417 | 2011 UP151               | 25 ottobre 2011   | Pan-STARRS          |
| 687418 | 2011 UZ151               | 24 ottobre 2011   | Pan-STARRS          |
| 687419 | 2011 UF154               | 27 settembre 2011 | Mount Lemmon Survey |
| 687420 | 2011 UZ157               | 20 settembre 1995 | Spacewatch          |
| 687421 | 2011 UF161               | 5 ottobre 2011    | L. Bernasconi       |
| 687422 | 2011 UJ167               | 4 dicembre 2007   | Spacewatch          |
| 687423 | 2011 UM175               | 24 ottobre 2011   | Spacewatch          |
| 687424 | 2011 UU175               | 20 ottobre 2011   | Spacewatch          |
| 687425 | 2011 US182               | 25 ottobre 2011   | Pan-STARRS          |
| 687426 | 2011 UX185               | 25 ottobre 2011   | Pan-STARRS          |
| 687427 | 2011 UU188               | 26 ottobre 2011   | Pan-STARRS          |
| 687428 | 2011 UB195               | 17 aprile 2005    | Spacewatch          |
| 687429 | 2011 UM203               | 26 ottobre 2011   | Pan-STARRS          |
| 687430 | 2011 UM207               | 26 settembre 2006 | Mount Lemmon Survey |
| 687431 | 2011 UG208               | 29 agosto 2006    | Spacewatch          |
| 687432 | 2011 UM209               | 24 ottobre 2011   | Mount Lemmon Survey |
| 687433 | 2011 UP209               | 24 ottobre 2011   | Mount Lemmon Survey |
| 687434 | 2011 UU209               | 5 febbraio 2009   | Spacewatch          |
| 687435 | 2011 UQ210               | 24 ottobre 2011   | Mount Lemmon Survey |
| 687436 | 2011 UW210               | 2 ottobre 2011    | W. Bickel           |
| 687437 | 2011 UM211               | 30 settembre 2011 | Spacewatch          |
| 687438 | 2011 UT213               | 4 ottobre 2011    | W. Bickel           |
| 687439 | 2011 UH216               | 24 ottobre 2011   | Mount Lemmon Survey |
| 687440 | 2011 UU221               | 28 ottobre 2006   | Mount Lemmon Survey |
| 687441 | 2011 UR224               | 25 settembre 2000 | Spacewatch          |
| 687442 | 2011 UQ225               | 20 ottobre 2011   | Mount Lemmon Survey |
| 687443 | 2011 UJ229               | 26 settembre 2006 | Spacewatch          |
| 687444 | 2011 UZ230               | 19 ottobre 2011   | Mount Lemmon Survey |
| 687445 | 2011 UF233               | 18 settembre 2006 | Spacewatch          |
| 687446 | 2011 UJ233               | 18 ottobre 2011   | Mount Lemmon Survey |
| 687447 | 2011 UE234               | 23 ottobre 2011   | Spacewatch          |
| 687448 | 2011 UF244               | 25 ottobre 2011   | Pan-STARRS          |
| 687449 | 2011 UF247               | 26 ottobre 2011   | Pan-STARRS          |
| 687450 | 2011 UH248               | 26 ottobre 2011   | Pan-STARRS          |
| 687451 | 2011 UB250               | 24 settembre 2011 | Mount Lemmon Survey |
| 687452 | 2011 UW257               | 23 ottobre 2011   | Spacewatch          |
| 687453 | 2011 UK260               | 15 settembre 2007 | Spacewatch          |
| 687454 | 2011 UC264               | 21 febbraio 2009  | Spacewatch          |
| 687455 | 2011 UE267               | 22 settembre 2011 | Spacewatch          |
| 687456 | 2011 UO269               | 30 novembre 2007  | LUSS                |
| 687457 | 2011 UA272               | 19 novembre 2007  | Spacewatch          |
| 687458 | 2011 UP274               | 30 ottobre 2011   | Mount Lemmon Survey |
| 687459 | 2011 UE282               | 20 ottobre 2011   | Mount Lemmon Survey |
| 687460 | 2011 UJ282               | 28 ottobre 2011   | CSS                 |
| 687461 | 2011 UN290               | 29 ottobre 2011   | Pan-STARRS          |
| 687462 | 2011 UJ297               | 21 ottobre 2011   | Spacewatch          |
| 687463 | 2011 UL299               | 16 gennaio 2005   | Spacewatch          |
| 687464 | 2011 UE304               | 21 ottobre 2011   | K. Sárneczky        |
| 687465 | 2011 UT306               | 18 ottobre 2011   | CSS                 |
| 687466 | 2011 UY308               | 20 settembre 2011 | Mount Lemmon Survey |
| 687467 | 2011 US309               | 26 ottobre 2011   | L. Elenin           |
| 687468 | 2011 UB311               | 30 ottobre 2011   | Spacewatch          |
| 687469 | 2011 UX312               | 14 dicembre 2004  | Spacewatch          |
| 687470 | 2011 UF315               | 18 ottobre 2011   | Spacewatch          |
| 687471 | 2011 UT315               | 20 ottobre 2011   | Mount Lemmon Survey |
| 687472 | 2011 UO318               | 30 ottobre 2011   | Mount Lemmon Survey |
| 687473 | 2011 UM323               | 27 agosto 2006    | Spacewatch          |
| 687474 | 2011 UC327               | 29 marzo 2009     | Spacewatch          |
| 687475 | 2011 UB330               | 23 ottobre 2011   | Mount Lemmon Survey |
| 687476 | 2011 UD333               | 28 ottobre 2011   | Mount Lemmon Survey |
| 687477 | 2011 UC336               | 21 settembre 2011 | Spacewatch          |
| 687478 | 2011 UM336               | 23 settembre 2011 | Pan-STARRS          |
| 687479 | 2011 US336               | 8 giugno 2011     | Pan-STARRS          |
| 687480 | 2011 UZ336               | 3 ottobre 2004    | NEAT                |
| 687481 | 2011 UF340               | 19 agosto 2001    | Cerro Tololo Obs.   |
| 687482 | 2011 UP342               | 4 ottobre 2004    | Spacewatch          |
| 687483 | 2011 UZ350               | 19 ottobre 2011   | Mount Lemmon Survey |
| 687484 | 2011 UC351               | 19 ottobre 2011   | Mount Lemmon Survey |
| 687485 | 2011 UJ355               | 20 settembre 2011 | Spacewatch          |
| 687486 | 2011 UW356               | 20 ottobre 2011   | Mount Lemmon Survey |
| 687487 | 2011 UV357               | 22 dicembre 2008  | Spacewatch          |
| 687488 | 2011 UZ357               | 25 settembre 2011 | Pan-STARRS          |
| 687489 | 2011 UC359               | 20 ottobre 2011   | Mount Lemmon Survey |
| 687490 | 2011 UU360               | 22 dicembre 2003  | Spacewatch          |
| 687491 | 2011 UP363               | 19 agosto 2006    | Spacewatch          |
| 687492 | 2011 UX363               | 22 ottobre 2011   | Mount Lemmon Survey |
| 687493 | 2011 UW364               | 21 ottobre 2006   | Mount Lemmon Survey |
| 687494 | 2011 UZ364               | 22 ottobre 2011   | Mount Lemmon Survey |
| 687495 | 2011 UV366               | 27 settembre 2006 | Spacewatch          |
| 687496 | 2011 UA371               | 23 ottobre 2011   | Mount Lemmon Survey |
| 687497 | 2011 UE371               | 15 novembre 2006  | Mount Lemmon Survey |
| 687498 | 2011 UH372               | 23 ottobre 2011   | Mount Lemmon Survey |
| 687499 | 2011 UZ372               | 23 ottobre 2011   | Mount Lemmon Survey |
| 687500 | 2011 UJ384               | 24 ottobre 2011   | Pan-STARRS          |

## 687501–687600
| Nome   | Designazione provvisoria | Data di scoperta  | Scopritore          |
| ------ | ------------------------ | ----------------- | ------------------- |
| 687501 | 2011 UB390               | 26 ottobre 2011   | L. Elenin           |
| 687502 | 2011 UZ393               | 14 settembre 2006 | Spacewatch          |
| 687503 | 2011 UE394               | 28 ottobre 2011   | Mount Lemmon Survey |
| 687504 | 2011 US394               | 30 settembre 2011 | Spacewatch          |
| 687505 | 2011 UC400               | 23 ottobre 2011   | Mount Lemmon Survey |
| 687506 | 2011 US408               | 26 settembre 2011 | Mount Lemmon Survey |
| 687507 | 2011 UG417               | 25 ottobre 2011   | Pan-STARRS          |
| 687508 | 2011 US417               | 26 ottobre 2011   | Pan-STARRS          |
| 687509 | 2011 UN418               | 26 ottobre 2011   | Pan-STARRS          |
| 687510 | 2011 UK419               | 20 ottobre 2011   | Mount Lemmon Survey |
| 687511 | 2011 US420               | 26 ottobre 2011   | Pan-STARRS          |
| 687512 | 2011 UT420               | 23 ottobre 2011   | Pan-STARRS          |
| 687513 | 2011 UK424               | 31 ottobre 2011   | Mount Lemmon Survey |
| 687514 | 2011 UY424               | 10 gennaio 2013   | Pan-STARRS          |
| 687515 | 2011 UA426               | 24 ottobre 2011   | Pan-STARRS          |
| 687516 | 2011 UY427               | 25 ottobre 2016   | Pan-STARRS          |
| 687517 | 2011 UF429               | 30 agosto 2014    | M. Ory              |
| 687518 | 2011 UX435               | 18 novembre 2017  | Pan-STARRS          |
| 687519 | 2011 UH436               | 6 ottobre 2016    | Pan-STARRS          |
| 687520 | 2011 UD437               | 19 ottobre 2011   | Spacewatch          |
| 687521 | 2011 UK437               | 27 maggio 2014    | Pan-STARRS          |
| 687522 | 2011 UM437               | 20 ottobre 2011   | Spacewatch          |
| 687523 | 2011 UE438               | 19 ottobre 2011   | Spacewatch          |
| 687524 | 2011 UU438               | 16 ottobre 2011   | Pan-STARRS          |
| 687525 | 2011 UK441               | 17 aprile 2013    | SSS                 |
| 687526 | 2011 UZ441               | 7 novembre 2016   | Mount Lemmon Survey |
| 687527 | 2011 UK442               | 26 ottobre 2011   | Pan-STARRS          |
| 687528 | 2011 UL442               | 26 ottobre 2011   | Pan-STARRS          |
| 687529 | 2011 UJ444               | 26 ottobre 2011   | Pan-STARRS          |
| 687530 | 2011 UY446               | 23 ottobre 2011   | Mount Lemmon Survey |
| 687531 | 2011 UK447               | 19 settembre 1998 | SDSS Collaboration  |
| 687532 | 2011 UH448               | 24 ottobre 2011   | Pan-STARRS          |
| 687533 | 2011 UT448               | 18 ottobre 2011   | Spacewatch          |
| 687534 | 2011 UG449               | 17 ottobre 2011   | Spacewatch          |
| 687535 | 2011 UO450               | 24 ottobre 2011   | Pan-STARRS          |
| 687536 | 2011 US450               | 24 ottobre 2011   | Pan-STARRS          |
| 687537 | 2011 US452               | 26 ottobre 2011   | Pan-STARRS          |
| 687538 | 2011 UV453               | 23 ottobre 2011   | Mount Lemmon Survey |
| 687539 | 2011 UY453               | 19 ottobre 2011   | Mount Lemmon Survey |
| 687540 | 2011 UH455               | 21 ottobre 2011   | Mount Lemmon Survey |
| 687541 | 2011 UV455               | 26 ottobre 2011   | Pan-STARRS          |
| 687542 | 2011 UB457               | 25 ottobre 2011   | Pan-STARRS          |
| 687543 | 2011 UD460               | 22 ottobre 2011   | Mount Lemmon Survey |
| 687544 | 2011 UQ460               | 25 ottobre 2011   | Pan-STARRS          |
| 687545 | 2011 UU463               | 26 ottobre 2011   | Pan-STARRS          |
| 687546 | 2011 UD464               | 20 ottobre 2011   | Mount Lemmon Survey |
| 687547 | 2011 UE464               | 20 ottobre 2011   | Mount Lemmon Survey |
| 687548 | 2011 UR469               | 20 ottobre 2011   | Mount Lemmon Survey |
| 687549 | 2011 UU471               | 26 ottobre 2011   | Pan-STARRS          |
| 687550 | 2011 UZ472               | 26 ottobre 2011   | Pan-STARRS          |
| 687551 | 2011 UU473               | 21 ottobre 2011   | Mount Lemmon Survey |
| 687552 | 2011 UQ474               | 26 ottobre 2011   | Pan-STARRS          |
| 687553 | 2011 UG475               | 23 ottobre 2011   | Pan-STARRS          |
| 687554 | 2011 UQ475               | 22 ottobre 2011   | Mount Lemmon Survey |
| 687555 | 2011 UO476               | 23 ottobre 2011   | Pan-STARRS          |
| 687556 | 2011 UQ476               | 24 ottobre 2011   | Mount Lemmon Survey |
| 687557 | 2011 US476               | 30 ottobre 2011   | Mount Lemmon Survey |
| 687558 | 2011 UY476               | 25 ottobre 2011   | Pan-STARRS          |
| 687559 | 2011 UA477               | 24 ottobre 2011   | Pan-STARRS          |
| 687560 | 2011 UC477               | 19 ottobre 2011   | Mount Lemmon Survey |
| 687561 | 2011 UK479               | 25 ottobre 2011   | Pan-STARRS          |
| 687562 | 2011 UH480               | 26 ottobre 2011   | Pan-STARRS          |
| 687563 | 2011 UA482               | 26 ottobre 2011   | Pan-STARRS          |
| 687564 | 2011 UD482               | 24 ottobre 2011   | Pan-STARRS          |
| 687565 | 2011 UU482               | 23 ottobre 2011   | Pan-STARRS          |
| 687566 | 2011 UY482               | 19 ottobre 2011   | Pan-STARRS          |
| 687567 | 2011 UL486               | 26 ottobre 2011   | Pan-STARRS          |
| 687568 | 2011 UW487               | 25 ottobre 2011   | Pan-STARRS          |
| 687569 | 2011 UH488               | 26 ottobre 2011   | Pan-STARRS          |
| 687570 | 2011 UU489               | 22 ottobre 2011   | R. Holmes           |
| 687571 | 2011 UQ490               | 24 ottobre 2011   | Pan-STARRS          |
| 687572 | 2011 UT490               | 24 ottobre 2011   | Pan-STARRS          |
| 687573 | 2011 UP499               | 24 ottobre 2011   | Mount Lemmon Survey |
| 687574 | 2011 UU504               | 18 ottobre 2011   | Mount Lemmon Survey |
| 687575 | 2011 UV504               | 26 ottobre 2011   | Pan-STARRS          |
| 687576 | 2011 UX504               | 23 ottobre 2011   | Pan-STARRS          |
| 687577 | 2011 UY504               | 23 ottobre 2011   | Pan-STARRS          |
| 687578 | 2011 VQ                  | 23 ottobre 2011   | Mount Lemmon Survey |
| 687579 | 2011 VS                  | 1 novembre 2011   | Mount Lemmon Survey |
| 687580 | 2011 VM2                 | 29 agosto 2002    | NEAT                |
| 687581 | 2011 VE4                 | 2 novembre 2011   | Mount Lemmon Survey |
| 687582 | 2011 VP4                 | 2 novembre 2011   | Mount Lemmon Survey |
| 687583 | 2011 VD6                 | 1 aprile 2009     | Spacewatch          |
| 687584 | 2011 VU7                 | 25 ottobre 2011   | Pan-STARRS          |
| 687585 | 2011 VG10                | 15 novembre 2011  | Mount Lemmon Survey |
| 687586 | 2011 VZ12                | 21 ottobre 2006   | Spacewatch          |
| 687587 | 2011 VN17                | 20 ottobre 2011   | Mount Lemmon Survey |
| 687588 | 2011 VH20                | 1 giugno 2005     | Mount Lemmon Survey |
| 687589 | 2011 VK20                | 15 novembre 2011  | Spacewatch          |
| 687590 | 2011 VX22                | 21 agosto 2004    | SSS                 |
| 687591 | 2011 VL24                | 9 febbraio 2005   | Mount Lemmon Survey |
| 687592 | 2011 VV24                | 2 novembre 2011   | Spacewatch          |
| 687593 | 2011 VX25                | 2 novembre 2011   | Mount Lemmon Survey |
| 687594 | 2011 VP28                | 3 novembre 2011   | Mount Lemmon Survey |
| 687595 | 2011 VE29                | 29 aprile 2014    | Pan-STARRS          |
| 687596 | 2011 VR30                | 1 novembre 2011   | Spacewatch          |
| 687597 | 2011 VB31                | 3 novembre 2011   | Mount Lemmon Survey |
| 687598 | 2011 VB33                | 15 novembre 2011  | Mount Lemmon Survey |
| 687599 | 2011 VC33                | 15 novembre 2011  | Mount Lemmon Survey |
| 687600 | 2011 VH33                | 3 novembre 2011   | Mount Lemmon Survey |

## 687601–687700
| Nome   | Designazione provvisoria | Data di scoperta  | Scopritore                  |
| ------ | ------------------------ | ----------------- | --------------------------- |
| 687601 | 2011 VY34                | 15 novembre 2011  | Mount Lemmon Survey         |
| 687602 | 2011 VH35                | 16 novembre 2006  | Spacewatch                  |
| 687603 | 2011 VF37                | 2 novembre 2011   | Spacewatch                  |
| 687604 | 2011 WH4                 | 16 novembre 1998  | Spacewatch                  |
| 687605 | 2011 WB7                 | 24 ottobre 2011   | Pan-STARRS                  |
| 687606 | 2011 WF8                 | 24 ottobre 2011   | Pan-STARRS                  |
| 687607 | 2011 WZ8                 | 25 ottobre 2011   | Pan-STARRS                  |
| 687608 | 2011 WS9                 | 3 novembre 2011   | Spacewatch                  |
| 687609 | 2011 WG11                | 26 ottobre 2011   | Pan-STARRS                  |
| 687610 | 2011 WN19                | 17 novembre 2011  | Mount Lemmon Survey         |
| 687611 | 2011 WY27                | 24 ottobre 2011   | Pan-STARRS                  |
| 687612 | 2011 WR30                | 30 settembre 2002 | AMOS                        |
| 687613 | 2011 WP34                | 30 ottobre 2011   | Spacewatch                  |
| 687614 | 2011 WL35                | 3 ottobre 2011    | Mount Lemmon Survey         |
| 687615 | 2011 WC38                | 9 ottobre 1999    | Spacewatch                  |
| 687616 | 2011 WN38                | 26 ottobre 2011   | Pan-STARRS                  |
| 687617 | 2011 WM44                | 22 settembre 2011 | Mount Lemmon Survey         |
| 687618 | 2011 WK52                | 21 ottobre 2011   | Mount Lemmon Survey         |
| 687619 | 2011 WP53                | 27 settembre 2006 | Mount Lemmon Survey         |
| 687620 | 2011 WT56                | 2 novembre 2011   | Spacewatch                  |
| 687621 | 2011 WU61                | 27 ottobre 2006   | Mount Lemmon Survey         |
| 687622 | 2011 WL66                | 17 novembre 2011  | Mount Lemmon Survey         |
| 687623 | 2011 WP70                | 23 novembre 2011  | Mount Lemmon Survey         |
| 687624 | 2011 WU75                | 24 ottobre 2011   | Pan-STARRS                  |
| 687625 | 2011 WG79                | 27 agosto 2006    | Spacewatch                  |
| 687626 | 2011 WB81                | 17 novembre 2011  | Spacewatch                  |
| 687627 | 2011 WY94                | 2 settembre 2010  | Mount Lemmon Survey         |
| 687628 | 2011 WE95                | 3 novembre 2011   | Mount Lemmon Survey         |
| 687629 | 2011 WL96                | 17 novembre 2011  | Mount Lemmon Survey         |
| 687630 | 2011 WN98                | 23 novembre 2011  | Mount Lemmon Survey         |
| 687631 | 2011 WS99                | 7 settembre 2007  | J. Lacruz                   |
| 687632 | 2011 WF100               | 13 dicembre 2006  | Spacewatch                  |
| 687633 | 2011 WM103               | 3 novembre 2011   | Mount Lemmon Survey         |
| 687634 | 2011 WU103               | 17 novembre 2011  | L. Elenin                   |
| 687635 | 2011 WV108               | 30 novembre 2011  | Pan-STARRS                  |
| 687636 | 2011 WM109               | 26 ottobre 2011   | Pan-STARRS                  |
| 687637 | 2011 WF111               | 30 novembre 2011  | Mount Lemmon Survey         |
| 687638 | 2011 WA118               | 18 novembre 2011  | Mount Lemmon Survey         |
| 687639 | 2011 WJ118               | 18 agosto 2006    | Spacewatch                  |
| 687640 | 2011 WC121               | 28 ottobre 2011   | Mount Lemmon Survey         |
| 687641 | 2011 WL123               | 17 novembre 2011  | Mount Lemmon Survey         |
| 687642 | 2011 WU123               | 1 novembre 2011   | Mount Lemmon Survey         |
| 687643 | 2011 WS127               | 27 ottobre 2011   | Mount Lemmon Survey         |
| 687644 | 2011 WS129               | 16 novembre 2011  | Mount Lemmon Survey         |
| 687645 | 2011 WU132               | 1 novembre 2011   | T. V. Kryachko, B. Satovski |
| 687646 | 2011 WZ133               | 11 marzo 2008     | Spacewatch                  |
| 687647 | 2011 WO135               | 24 dicembre 2006  | Spacewatch                  |
| 687648 | 2011 WZ147               | 29 marzo 2009     | Spacewatch                  |
| 687649 | 2011 WS156               | 24 aprile 2009    | Mount Lemmon Survey         |
| 687650 | 2011 WK160               | 13 dicembre 2017  | Mount Lemmon Survey         |
| 687651 | 2011 WO160               | 23 novembre 1997  | Spacewatch                  |
| 687652 | 2011 WT160               | 12 ottobre 2016   | Mount Lemmon Survey         |
| 687653 | 2011 WJ161               | 21 aprile 2006    | Spacewatch                  |
| 687654 | 2011 WZ161               | 23 novembre 2011  | Spacewatch                  |
| 687655 | 2011 WN162               | 27 settembre 2016 | Pan-STARRS                  |
| 687656 | 2011 WQ162               | 26 novembre 2011  | Mount Lemmon Survey         |
| 687657 | 2011 WT162               | 26 novembre 2011  | Mount Lemmon Survey         |
| 687658 | 2011 WH163               | 15 agosto 2014    | Pan-STARRS                  |
| 687659 | 2011 WA164               | 24 novembre 2011  | Pan-STARRS                  |
| 687660 | 2011 WF164               | 12 marzo 2013     | Mount Lemmon Survey         |
| 687661 | 2011 WX168               | 29 aprile 2014    | Pan-STARRS                  |
| 687662 | 2011 WB169               | 23 dicembre 2017  | Pan-STARRS                  |
| 687663 | 2011 WR170               | 7 febbraio 2013   | Spacewatch                  |
| 687664 | 2011 WA171               | 13 gennaio 2018   | Pan-STARRS                  |
| 687665 | 2011 WF171               | 12 ottobre 2015   | Pan-STARRS                  |
| 687666 | 2011 WM173               | 26 giugno 2015    | Pan-STARRS                  |
| 687667 | 2011 WZ173               | 17 novembre 2011  | Mount Lemmon Survey         |
| 687668 | 2011 WH174               | 25 novembre 2011  | Pan-STARRS                  |
| 687669 | 2011 WM174               | 30 novembre 2011  | Spacewatch                  |
| 687670 | 2011 WS174               | 17 novembre 2011  | Mount Lemmon Survey         |
| 687671 | 2011 WA175               | 25 novembre 2011  | Pan-STARRS                  |
| 687672 | 2011 WN175               | 17 novembre 2011  | Spacewatch                  |
| 687673 | 2011 WP176               | 22 novembre 2011  | Mount Lemmon Survey         |
| 687674 | 2011 WV178               | 18 novembre 2011  | Mount Lemmon Survey         |
| 687675 | 2011 WJ180               | 14 settembre 2007 | CSS                         |
| 687676 | 2011 WV180               | 30 novembre 2011  | Mount Lemmon Survey         |
| 687677 | 2011 WD181               | 17 novembre 2011  | Mount Lemmon Survey         |
| 687678 | 2011 WN183               | 25 novembre 2011  | Pan-STARRS                  |
| 687679 | 2011 WT183               | 25 novembre 2011  | Pan-STARRS                  |
| 687680 | 2011 WC184               | 30 novembre 2011  | Mount Lemmon Survey         |
| 687681 | 2011 WH184               | 24 novembre 2011  | Pan-STARRS                  |
| 687682 | 2011 WV185               | 24 novembre 2011  | Mount Lemmon Survey         |
| 687683 | 2011 WN189               | 30 maggio 2003    | M. W. Buie, K. J. Meech     |
| 687684 | 2011 XH2                 | 10 agosto 2010    | Spacewatch                  |
| 687685 | 2011 XH3                 | 29 novembre 1997  | Spacewatch                  |
| 687686 | 2011 XN4                 | 6 dicembre 2011   | Pan-STARRS                  |
| 687687 | 2011 XR5                 | 14 febbraio 2013  | Pan-STARRS                  |
| 687688 | 2011 XC6                 | 22 novembre 2017  | Pan-STARRS                  |
| 687689 | 2011 YX1                 | 16 dicembre 2011  | Pan-STARRS                  |
| 687690 | 2011 YB4                 | 8 gennaio 1999    | Spacewatch                  |
| 687691 | 2011 YQ8                 | 25 dicembre 2011  | Mount Lemmon Survey         |
| 687692 | 2011 YY12                | 8 febbraio 2008   | Mount Lemmon Survey         |
| 687693 | 2011 YR16                | 23 novembre 2006  | Spacewatch                  |
| 687694 | 2011 YO22                | 25 dicembre 2011  | Spacewatch                  |
| 687695 | 2011 YY25                | 4 dicembre 2007   | CSS                         |
| 687696 | 2011 YT26                | 26 dicembre 2011  | Mount Lemmon Survey         |
| 687697 | 2011 YU27                | 26 settembre 2003 | SDSS Collaboration          |
| 687698 | 2011 YW31                | 26 dicembre 2011  | Spacewatch                  |
| 687699 | 2011 YJ32                | 26 dicembre 2011  | Spacewatch                  |
| 687700 | 2011 YZ32                | 25 febbraio 2007  | Mount Lemmon Survey         |

## 687701–687800
| Nome   | Designazione provvisoria | Data di scoperta  | Scopritore          |
| ------ | ------------------------ | ----------------- | ------------------- |
| 687701 | 2011 YM33                | 26 dicembre 2011  | Spacewatch          |
| 687702 | 2011 YV34                | 26 dicembre 2011  | Spacewatch          |
| 687703 | 2011 YO36                | 26 dicembre 2011  | Mount Lemmon Survey |
| 687704 | 2011 YV44                | 26 novembre 2011  | Mount Lemmon Survey |
| 687705 | 2011 YE45                | 27 dicembre 2011  | Spacewatch          |
| 687706 | 2011 YP48                | 28 novembre 2011  | Mount Lemmon Survey |
| 687707 | 2011 YS52                | 27 dicembre 2011  | Mount Lemmon Survey |
| 687708 | 2011 YW59                | 29 dicembre 2011  | Spacewatch          |
| 687709 | 2011 YF65                | 24 ottobre 2007   | Mount Lemmon Survey |
| 687710 | 2011 YP65                | 2 marzo 2008      | Mount Lemmon Survey |
| 687711 | 2011 YM70                | 16 dicembre 2011  | Pan-STARRS          |
| 687712 | 2011 YW70                | 24 dicembre 2011  | Mount Lemmon Survey |
| 687713 | 2011 YQ71                | 26 dicembre 2011  | Spacewatch          |
| 687714 | 2011 YH72                | 28 gennaio 2003   | SDSS Collaboration  |
| 687715 | 2011 YF76                | 29 settembre 2005 | Spacewatch          |
| 687716 | 2011 YO77                | 20 gennaio 2012   | Mount Lemmon Survey |
| 687717 | 2011 YU80                | 25 dicembre 2006  | Spacewatch          |
| 687718 | 2011 YV81                | 30 dicembre 2011  | Spacewatch          |
| 687719 | 2011 YN82                | 20 novembre 2017  | Pan-STARRS          |
| 687720 | 2011 YB83                | 7 ottobre 2016    | Pan-STARRS          |
| 687721 | 2011 YE83                | 27 dicembre 2011  | Mount Lemmon Survey |
| 687722 | 2011 YK83                | 29 dicembre 2011  | Mount Lemmon Survey |
| 687723 | 2011 YT83                | 25 luglio 2015    | Pan-STARRS          |
| 687724 | 2011 YA84                | 4 luglio 2014     | Pan-STARRS          |
| 687725 | 2011 YF84                | 31 dicembre 2011  | Spacewatch          |
| 687726 | 2011 YM84                | 23 novembre 2016  | Mount Lemmon Survey |
| 687727 | 2011 YP84                | 29 dicembre 2011  | Mount Lemmon Survey |
| 687728 | 2011 YV84                | 24 dicembre 2011  | R. Holmes           |
| 687729 | 2011 YS85                | 30 dicembre 2011  | Spacewatch          |
| 687730 | 2011 YH88                | 9 settembre 2015  | Pan-STARRS          |
| 687731 | 2011 YO88                | 29 dicembre 2011  | Mount Lemmon Survey |
| 687732 | 2011 YU88                | 6 dicembre 2015   | Mount Lemmon Survey |
| 687733 | 2011 YE89                | 29 dicembre 2011  | Mount Lemmon Survey |
| 687734 | 2011 YL91                | 29 dicembre 2011  | Spacewatch          |
| 687735 | 2011 YZ91                | 25 dicembre 2011  | Spacewatch          |
| 687736 | 2011 YC92                | 27 dicembre 2011  | Mount Lemmon Survey |
| 687737 | 2011 YD92                | 31 dicembre 2011  | Spacewatch          |
| 687738 | 2011 YR92                | 31 dicembre 2011  | Spacewatch          |
| 687739 | 2011 YV92                | 17 dicembre 2011  | Mount Lemmon Survey |
| 687740 | 2011 YY92                | 29 dicembre 2011  | Spacewatch          |
| 687741 | 2011 YZ92                | 29 dicembre 2011  | Mount Lemmon Survey |
| 687742 | 2011 YT96                | 25 dicembre 2011  | Spacewatch          |
| 687743 | 2011 YZ96                | 25 dicembre 2011  | Mount Lemmon Survey |
| 687744 | 2011 YG97                | 31 dicembre 2011  | Spacewatch          |
| 687745 | 2011 YB98                | 29 dicembre 2011  | Mount Lemmon Survey |
| 687746 | 2011 YD98                | 1 novembre 2010   | Mount Lemmon Survey |
| 687747 | 2012 AE2                 | 24 dicembre 2011  | Mount Lemmon Survey |
| 687748 | 2012 AH2                 | 2 gennaio 2012    | L. Elenin           |
| 687749 | 2012 AD5                 | 4 gennaio 2012    | Mount Lemmon Survey |
| 687750 | 2012 AK10                | 20 dicembre 2011  | ESA OGS             |
| 687751 | 2012 AU13                | 14 gennaio 2012   | Spacewatch          |
| 687752 | 2012 AA15                | 25 dicembre 2011  | Spacewatch          |
| 687753 | 2012 AQ18                | 28 dicembre 2011  | Mount Lemmon Survey |
| 687754 | 2012 AA27                | 14 gennaio 2012   | Pan-STARRS          |
| 687755 | 2012 AJ27                | 2 gennaio 2012    | Mount Lemmon Survey |
| 687756 | 2012 AO27                | 30 aprile 2014    | Pan-STARRS          |
| 687757 | 2012 AA28                | 6 gennaio 2012    | Spacewatch          |
| 687758 | 2012 AB28                | 26 dicembre 2005  | Spacewatch          |
| 687759 | 2012 AD28                | 9 ottobre 2016    | Pan-STARRS          |
| 687760 | 2012 AP31                | 1 gennaio 2012    | Mount Lemmon Survey |
| 687761 | 2012 AB32                | 1 gennaio 2012    | Mount Lemmon Survey |
| 687762 | 2012 AC32                | 2 gennaio 2012    | Mount Lemmon Survey |
| 687763 | 2012 AE32                | 4 gennaio 2012    | Mount Lemmon Survey |
| 687764 | 2012 AO32                | 4 gennaio 2012    | Mount Lemmon Survey |
| 687765 | 2012 AS32                | 2 gennaio 2012    | Mount Lemmon Survey |
| 687766 | 2012 AY32                | 1 gennaio 2012    | Mount Lemmon Survey |
| 687767 | 2012 AN36                | 1 gennaio 2012    | Mount Lemmon Survey |
| 687768 | 2012 AL37                | 2 gennaio 2012    | Mount Lemmon Survey |
| 687769 | 2012 AR38                | 4 gennaio 2012    | Mount Lemmon Survey |
| 687770 | 2012 BO                  | 23 ottobre 2003   | Spacewatch          |
| 687771 | 2012 BA7                 | 30 dicembre 2011  | Spacewatch          |
| 687772 | 2012 BP8                 | 14 settembre 2010 | Spacewatch          |
| 687773 | 2012 BL9                 | 18 gennaio 2012   | Spacewatch          |
| 687774 | 2012 BF29                | 18 gennaio 2012   | Mount Lemmon Survey |
| 687775 | 2012 BH29                | 15 aprile 2008    | Mount Lemmon Survey |
| 687776 | 2012 BX29                | 19 gennaio 2012   | Pan-STARRS          |
| 687777 | 2012 BG36                | 16 marzo 2007     | Mount Lemmon Survey |
| 687778 | 2012 BP39                | 30 dicembre 2011  | Spacewatch          |
| 687779 | 2012 BS40                | 22 aprile 2009    | Mount Lemmon Survey |
| 687780 | 2012 BY44                | 12 ottobre 2010   | Mount Lemmon Survey |
| 687781 | 2012 BH48                | 20 gennaio 2012   | Mount Lemmon Survey |
| 687782 | 2012 BR50                | 8 ottobre 2010    | Spacewatch          |
| 687783 | 2012 BT50                | 20 gennaio 2012   | Mount Lemmon Survey |
| 687784 | 2012 BK51                | 21 gennaio 2012   | Spacewatch          |
| 687785 | 2012 BN57                | 24 gennaio 2012   | Pan-STARRS          |
| 687786 | 2012 BN59                | 18 gennaio 2012   | Mount Lemmon Survey |
| 687787 | 2012 BA60                | 25 gennaio 2012   | Pan-STARRS          |
| 687788 | 2012 BL62                | 2 gennaio 2012    | Spacewatch          |
| 687789 | 2012 BG64                | 20 gennaio 2012   | Mount Lemmon Survey |
| 687790 | 2012 BH64                | 19 giugno 2010    | Mount Lemmon Survey |
| 687791 | 2012 BN64                | 13 ottobre 2005   | Spacewatch          |
| 687792 | 2012 BH65                | 25 ottobre 2001   | SDSS Collaboration  |
| 687793 | 2012 BP65                | 1 novembre 2005   | Mount Lemmon Survey |
| 687794 | 2012 BB66                | 20 gennaio 2012   | Mount Lemmon Survey |
| 687795 | 2012 BJ66                | 2 gennaio 2012    | Mount Lemmon Survey |
| 687796 | 2012 BV68                | 21 gennaio 2012   | Spacewatch          |
| 687797 | 2012 BX68                | 4 novembre 2005   | Spacewatch          |
| 687798 | 2012 BV70                | 21 gennaio 2012   | Spacewatch          |
| 687799 | 2012 BN72                | 21 gennaio 2012   | Spacewatch          |
| 687800 | 2012 BT74                | 24 gennaio 2012   | Pan-STARRS          |

## 687801–687900
| Nome   | Designazione provvisoria | Data di scoperta  | Scopritore                 |
| ------ | ------------------------ | ----------------- | -------------------------- |
| 687801 | 2012 BC82                | 27 gennaio 2012   | Mount Lemmon Survey        |
| 687802 | 2012 BL84                | 27 gennaio 2012   | Mount Lemmon Survey        |
| 687803 | 2012 BF89                | 28 dicembre 2005  | Mount Lemmon Survey        |
| 687804 | 2012 BL89                | 26 novembre 2011  | Mount Lemmon Survey        |
| 687805 | 2012 BQ90                | 22 dicembre 2005  | Spacewatch                 |
| 687806 | 2012 BZ93                | 13 settembre 2005 | Spacewatch                 |
| 687807 | 2012 BF94                | 17 gennaio 2007   | Spacewatch                 |
| 687808 | 2012 BT94                | 20 gennaio 2012   | Spacewatch                 |
| 687809 | 2012 BP95                | 29 gennaio 2012   | Mount Lemmon Survey        |
| 687810 | 2012 BP106               | 25 gennaio 2012   | Pan-STARRS                 |
| 687811 | 2012 BC109               | 27 gennaio 2012   | Spacewatch                 |
| 687812 | 2012 BC110               | 27 gennaio 2012   | Mount Lemmon Survey        |
| 687813 | 2012 BJ113               | 27 gennaio 2012   | Mount Lemmon Survey        |
| 687814 | 2012 BT113               | 20 gennaio 2012   | Spacewatch                 |
| 687815 | 2012 BK116               | 25 dicembre 2005  | Mount Lemmon Survey        |
| 687816 | 2012 BE120               | 29 gennaio 2012   | Spacewatch                 |
| 687817 | 2012 BL120               | 18 agosto 2009    | Spacewatch                 |
| 687818 | 2012 BD125               | 27 dicembre 2011  | Mount Lemmon Survey        |
| 687819 | 2012 BU125               | 1 gennaio 2012    | Mount Lemmon Survey        |
| 687820 | 2012 BD136               | 10 novembre 2006  | Spacewatch                 |
| 687821 | 2012 BJ139               | 22 dicembre 2005  | W. G. Dillon               |
| 687822 | 2012 BH140               | 2 gennaio 2012    | Mount Lemmon Survey        |
| 687823 | 2012 BJ141               | 28 ottobre 2005   | Mount Lemmon Survey        |
| 687824 | 2012 BR141               | 8 ottobre 2010    | Spacewatch                 |
| 687825 | 2012 BH142               | 28 dicembre 2011  | Spacewatch                 |
| 687826 | 2012 BO142               | 24 gennaio 2012   | Pan-STARRS                 |
| 687827 | 2012 BM144               | 26 gennaio 2012   | Mount Lemmon Survey        |
| 687828 | 2012 BA145               | 26 gennaio 2012   | Mount Lemmon Survey        |
| 687829 | 2012 BE152               | 26 gennaio 2012   | Mount Lemmon Survey        |
| 687830 | 2012 BD153               | 29 dicembre 2011  | Spacewatch                 |
| 687831 | 2012 BE156               | 18 dicembre 2004  | Mount Lemmon Survey        |
| 687832 | 2012 BH156               | 7 ottobre 2005    | Mount Lemmon Survey        |
| 687833 | 2012 BJ156               | 20 gennaio 2012   | Mount Lemmon Survey        |
| 687834 | 2012 BS157               | 19 gennaio 2012   | Pan-STARRS                 |
| 687835 | 2012 BB158               | 19 gennaio 2012   | Pan-STARRS                 |
| 687836 | 2012 BE158               | 19 gennaio 2012   | Pan-STARRS                 |
| 687837 | 2012 BW158               | 26 gennaio 2012   | Mount Lemmon Survey        |
| 687838 | 2012 BE160               | 22 gennaio 2012   | Pan-STARRS                 |
| 687839 | 2012 BK160               | 20 gennaio 2012   | Mount Lemmon Survey        |
| 687840 | 2012 BU161               | 22 gennaio 2012   | Pan-STARRS                 |
| 687841 | 2012 BN162               | 21 febbraio 2007  | Mount Lemmon Survey        |
| 687842 | 2012 BO162               | 27 gennaio 2012   | Mount Lemmon Survey        |
| 687843 | 2012 BC163               | 28 novembre 2016  | Pan-STARRS                 |
| 687844 | 2012 BR163               | 30 gennaio 2006   | Spacewatch                 |
| 687845 | 2012 BT163               | 25 gennaio 2012   | Pan-STARRS                 |
| 687846 | 2012 BY169               | 19 gennaio 2012   | Mount Lemmon Survey        |
| 687847 | 2012 BD172               | 27 gennaio 2012   | Mount Lemmon Survey        |
| 687848 | 2012 BW172               | 12 settembre 2016 | Pan-STARRS                 |
| 687849 | 2012 BF175               | 21 gennaio 2012   | Spacewatch                 |
| 687850 | 2012 BQ175               | 20 gennaio 2012   | Mount Lemmon Survey        |
| 687851 | 2012 BZ175               | 26 gennaio 2012   | Spacewatch                 |
| 687852 | 2012 BT176               | 21 gennaio 2012   | Spacewatch                 |
| 687853 | 2012 BB177               | 26 gennaio 2012   | Mount Lemmon Survey        |
| 687854 | 2012 BD177               | 19 gennaio 2012   | Pan-STARRS                 |
| 687855 | 2012 BH177               | 19 gennaio 2012   | Pan-STARRS                 |
| 687856 | 2012 BJ177               | 20 gennaio 2012   | Mount Lemmon Survey        |
| 687857 | 2012 BK177               | 19 gennaio 2012   | Pan-STARRS                 |
| 687858 | 2012 BN177               | 20 gennaio 2012   | Mount Lemmon Survey        |
| 687859 | 2012 BW177               | 19 gennaio 2012   | Pan-STARRS                 |
| 687860 | 2012 BZ177               | 19 gennaio 2012   | CSS                        |
| 687861 | 2012 BJ178               | 27 gennaio 2012   | Mount Lemmon Survey        |
| 687862 | 2012 BR178               | 25 gennaio 2012   | Pan-STARRS                 |
| 687863 | 2012 BS178               | 26 gennaio 2012   | Mount Lemmon Survey        |
| 687864 | 2012 BW178               | 19 gennaio 2012   | Pan-STARRS                 |
| 687865 | 2012 BX178               | 18 gennaio 2012   | Mount Lemmon Survey        |
| 687866 | 2012 BB179               | 27 gennaio 2012   | Mount Lemmon Survey        |
| 687867 | 2012 BQ180               | 19 gennaio 2012   | Spacewatch                 |
| 687868 | 2012 BB181               | 26 gennaio 2012   | Pan-STARRS                 |
| 687869 | 2012 BU182               | 19 gennaio 2012   | Pan-STARRS                 |
| 687870 | 2012 BM185               | 18 gennaio 2012   | Mount Lemmon Survey        |
| 687871 | 2012 BS185               | 30 gennaio 2012   | Mount Lemmon Survey        |
| 687872 | 2012 BV185               | 26 gennaio 2012   | Mount Lemmon Survey        |
| 687873 | 2012 BY185               | 30 gennaio 2012   | Mount Lemmon Survey        |
| 687874 | 2012 BE186               | 19 gennaio 2012   | Pan-STARRS                 |
| 687875 | 2012 BH186               | 24 gennaio 2012   | Pan-STARRS                 |
| 687876 | 2012 BQ186               | 19 gennaio 2012   | Pan-STARRS                 |
| 687877 | 2012 BG187               | 19 gennaio 2012   | Pan-STARRS                 |
| 687878 | 2012 BA188               | 20 gennaio 2012   | Spacewatch                 |
| 687879 | 2012 CM8                 | 3 febbraio 2012   | Pan-STARRS                 |
| 687880 | 2012 CU10                | 4 novembre 2010   | Mount Lemmon Survey        |
| 687881 | 2012 CH13                | 30 dicembre 2005  | Spacewatch                 |
| 687882 | 2012 CR14                | 31 dicembre 2007  | Mount Lemmon Survey        |
| 687883 | 2012 CU16                | 11 marzo 2007     | Mount Lemmon Survey        |
| 687884 | 2012 CO18                | 1 gennaio 2012    | Mount Lemmon Survey        |
| 687885 | 2012 CQ19                | 11 febbraio 2012  | Mount Lemmon Survey        |
| 687886 | 2012 CK23                | 13 marzo 2007     | Mount Lemmon Survey        |
| 687887 | 2012 CP23                | 13 marzo 2007     | Mount Lemmon Survey        |
| 687888 | 2012 CV24                | 19 gennaio 2012   | Pan-STARRS                 |
| 687889 | 2012 CZ26                | 19 marzo 2007     | Mount Lemmon Survey        |
| 687890 | 2012 CF27                | 27 gennaio 2007   | Spacewatch                 |
| 687891 | 2012 CV29                | 1 febbraio 2012   | Spacewatch                 |
| 687892 | 2012 CZ30                | 25 dicembre 2005  | Spacewatch                 |
| 687893 | 2012 CX32                | 13 dicembre 2006  | Spacewatch                 |
| 687894 | 2012 CJ34                | 3 novembre 2007   | Spacewatch                 |
| 687895 | 2012 CD35                | 25 agosto 2000    | R. Millis, L. H. Wasserman |
| 687896 | 2012 CC36                | 19 gennaio 2012   | Pan-STARRS                 |
| 687897 | 2012 CT39                | 3 febbraio 2012   | Pan-STARRS                 |
| 687898 | 2012 CE48                | 23 agosto 2004    | Spacewatch                 |
| 687899 | 2012 CL48                | 30 gennaio 2012   | Mount Lemmon Survey        |
| 687900 | 2012 CL53                | 15 febbraio 2012  | Pan-STARRS                 |

## 687901–688000
| Nome   | Designazione provvisoria | Data di scoperta  | Scopritore          |
| ------ | ------------------------ | ----------------- | ------------------- |
| 687901 | 2012 CO53                | 26 novembre 2011  | Mount Lemmon Survey |
| 687902 | 2012 CO54                | 25 marzo 2007     | Mount Lemmon Survey |
| 687903 | 2012 CW55                | 3 gennaio 2012    | Mount Lemmon Survey |
| 687904 | 2012 CB56                | 29 gennaio 2012   | Spacewatch          |
| 687905 | 2012 CG58                | 3 febbraio 2012   | Pan-STARRS          |
| 687906 | 2012 CN58                | 3 febbraio 2012   | Pan-STARRS          |
| 687907 | 2012 CR58                | 1 febbraio 2012   | Spacewatch          |
| 687908 | 2012 CJ59                | 3 febbraio 2012   | Pan-STARRS          |
| 687909 | 2012 CM59                | 13 febbraio 2012  | Pan-STARRS          |
| 687910 | 2012 CF61                | 24 agosto 2003    | Cerro Tololo Obs.   |
| 687911 | 2012 CP61                | 14 luglio 2013    | Pan-STARRS          |
| 687912 | 2012 CJ62                | 25 dicembre 2005  | Mount Lemmon Survey |
| 687913 | 2012 CL63                | 3 dicembre 2015   | Pan-STARRS          |
| 687914 | 2012 CY63                | 12 maggio 2013    | Spacewatch          |
| 687915 | 2012 CA64                | 8 novembre 2015   | Pan-STARRS          |
| 687916 | 2012 CQ66                | 3 febbraio 2012   | Pan-STARRS          |
| 687917 | 2012 CS67                | 14 febbraio 2012  | Pan-STARRS          |
| 687918 | 2012 CT67                | 15 febbraio 2012  | Pan-STARRS          |
| 687919 | 2012 CU67                | 27 novembre 2010  | Mount Lemmon Survey |
| 687920 | 2012 CB68                | 15 febbraio 2012  | Pan-STARRS          |
| 687921 | 2012 CM68                | 15 febbraio 2012  | Pan-STARRS          |
| 687922 | 2012 CR68                | 3 febbraio 2012   | Mount Lemmon Survey |
| 687923 | 2012 CD70                | 3 febbraio 2012   | Pan-STARRS          |
| 687924 | 2012 CT70                | 13 febbraio 2012  | Pan-STARRS          |
| 687925 | 2012 CF71                | 13 febbraio 2001  | Spacewatch          |
| 687926 | 2012 CW71                | 3 febbraio 2012   | Mount Lemmon Survey |
| 687927 | 2012 CW73                | 4 febbraio 2012   | Pan-STARRS          |
| 687928 | 2012 CV74                | 4 dicembre 2016   | Mount Lemmon Survey |
| 687929 | 2012 CF75                | 1 febbraio 2012   | Mount Lemmon Survey |
| 687930 | 2012 DY2                 | 4 novembre 2005   | Spacewatch          |
| 687931 | 2012 DA3                 | 30 gennaio 2012   | Spacewatch          |
| 687932 | 2012 DP5                 | 16 febbraio 2012  | Pan-STARRS          |
| 687933 | 2012 DG6                 | 31 gennaio 2012   | CSS                 |
| 687934 | 2012 DJ6                 | 18 febbraio 2010  | Mount Lemmon Survey |
| 687935 | 2012 DT8                 | 17 ottobre 1995   | Spacewatch          |
| 687936 | 2012 DK12                | 19 febbraio 2012  | Spacewatch          |
| 687937 | 2012 DA13                | 25 febbraio 2007  | Mount Lemmon Survey |
| 687938 | 2012 DE15                | 20 febbraio 2012  | R. Holmes           |
| 687939 | 2012 DS15                | 15 settembre 2009 | Spacewatch          |
| 687940 | 2012 DL28                | 22 febbraio 2012  | Spacewatch          |
| 687941 | 2012 DO30                | 19 febbraio 2012  | CSS                 |
| 687942 | 2012 DN37                | 14 febbraio 2012  | Pan-STARRS          |
| 687943 | 2012 DW50                | 13 gennaio 2005   | Spacewatch          |
| 687944 | 2012 DL57                | 25 febbraio 2012  | Mount Lemmon Survey |
| 687945 | 2012 DK65                | 19 gennaio 2008   | Spacewatch          |
| 687946 | 2012 DN65                | 19 gennaio 2012   | Mount Lemmon Survey |
| 687947 | 2012 DP66                | 24 febbraio 2012  | Mount Lemmon Survey |
| 687948 | 2012 DU67                | 25 febbraio 2012  | Spacewatch          |
| 687949 | 2012 DK68                | 25 febbraio 2012  | Mount Lemmon Survey |
| 687950 | 2012 DJ70                | 25 febbraio 2012  | Mount Lemmon Survey |
| 687951 | 2012 DB80                | 18 aprile 2005    | Spacewatch          |
| 687952 | 2012 DL84                | 21 gennaio 2012   | Spacewatch          |
| 687953 | 2012 DS84                | 26 febbraio 2012  | Pan-STARRS          |
| 687954 | 2012 DW84                | 19 gennaio 2012   | Pan-STARRS          |
| 687955 | 2012 DR85                | 24 maggio 2006    | Mount Lemmon Survey |
| 687956 | 2012 DY88                | 23 febbraio 2012  | CSS                 |
| 687957 | 2012 DQ92                | 7 aprile 2003     | Spacewatch          |
| 687958 | 2012 DQ93                | 19 febbraio 2012  | Mount Lemmon Survey |
| 687959 | 2012 DT93                | 23 febbraio 2012  | Mount Lemmon Survey |
| 687960 | 2012 DC96                | 23 febbraio 2012  | Mount Lemmon Survey |
| 687961 | 2012 DC97                | 24 febbraio 2012  | CSS                 |
| 687962 | 2012 DF97                | 24 febbraio 2012  | PTF                 |
| 687963 | 2012 DK97                | 28 ottobre 2010   | Mount Lemmon Survey |
| 687964 | 2012 DK100               | 23 febbraio 2012  | Mount Lemmon Survey |
| 687965 | 2012 DP100               | 27 febbraio 2012  | Pan-STARRS          |
| 687966 | 2012 DJ101               | 27 febbraio 2012  | Pan-STARRS          |
| 687967 | 2012 DQ102               | 23 febbraio 2012  | Mount Lemmon Survey |
| 687968 | 2012 DM103               | 2 febbraio 2001   | Spacewatch          |
| 687969 | 2012 DC105               | 28 febbraio 2012  | Pan-STARRS          |
| 687970 | 2012 DU105               | 28 febbraio 2012  | Pan-STARRS          |
| 687971 | 2012 DN106               | 26 aprile 2007    | Mount Lemmon Survey |
| 687972 | 2012 DV107               | 21 febbraio 2012  | Spacewatch          |
| 687973 | 2012 DV111               | 15 aprile 2018    | Mount Lemmon Survey |
| 687974 | 2012 DK112               | 11 maggio 2013    | Mount Lemmon Survey |
| 687975 | 2012 DX112               | 18 marzo 2018     | Pan-STARRS          |
| 687976 | 2012 DL114               | 22 dicembre 2016  | Pan-STARRS          |
| 687977 | 2012 DX117               | 16 febbraio 2012  | Pan-STARRS          |
| 687978 | 2012 DL118               | 27 febbraio 2012  | Pan-STARRS          |
| 687979 | 2012 DA119               | 24 febbraio 2012  | Spacewatch          |
| 687980 | 2012 DZ119               | 27 febbraio 2012  | Pan-STARRS          |
| 687981 | 2012 DK120               | 19 febbraio 2012  | Spacewatch          |
| 687982 | 2012 DV120               | 23 febbraio 2012  | Mount Lemmon Survey |
| 687983 | 2012 DX121               | 27 febbraio 2012  | Pan-STARRS          |
| 687984 | 2012 DF122               | 15 aprile 2007    | Mount Lemmon Survey |
| 687985 | 2012 DA123               | 28 febbraio 2012  | Pan-STARRS          |
| 687986 | 2012 DO125               | 28 febbraio 2012  | Pan-STARRS          |
| 687987 | 2012 DU125               | 20 febbraio 2012  | Pan-STARRS          |
| 687988 | 2012 DX126               | 16 febbraio 2012  | Pan-STARRS          |
| 687989 | 2012 DT127               | 16 febbraio 2012  | Pan-STARRS          |
| 687990 | 2012 DZ127               | 22 febbraio 2012  | R. Holmes           |
| 687991 | 2012 DU129               | 27 febbraio 2012  | Pan-STARRS          |
| 687992 | 2012 DO130               | 28 febbraio 2012  | Pan-STARRS          |
| 687993 | 2012 EV1                 | 26 febbraio 2012  | Pan-STARRS          |
| 687994 | 2012 EU7                 | 24 febbraio 2012  | Mount Lemmon Survey |
| 687995 | 2012 EG13                | 15 marzo 2012     | Mount Lemmon Survey |
| 687996 | 2012 EQ14                | 4 novembre 2010   | Mount Lemmon Survey |
| 687997 | 2012 EV17                | 4 marzo 2012      | Mount Lemmon Survey |
| 687998 | 2012 EN19                | 3 marzo 2012      | Spacewatch          |
| 687999 | 2012 EV19                | 15 marzo 2012     | Spacewatch          |
| 688000 | 2012 EB23                | 18 gennaio 2012   | Mount Lemmon Survey |